# Wallerfanger Blau

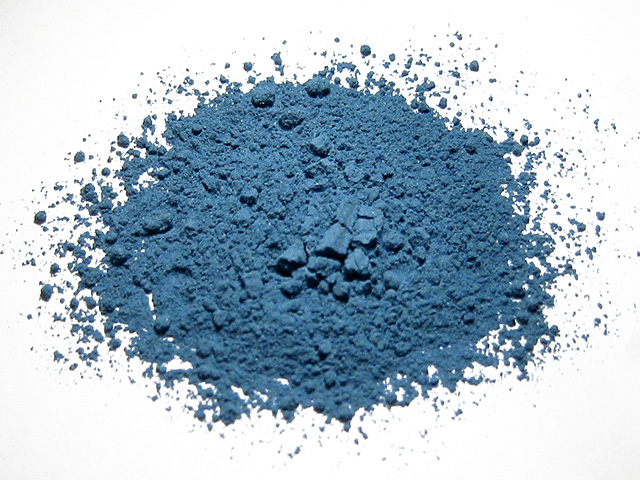
Azurit-Pigment

Wallerfanger Blau ist ein aus Azurit bestehendes, natürliches Farbpigment, das in der gleichnamigen saarländischen Gemeinde Wallerfangen bereits in der Römerzeit abgebaut wurde. Die Farbe wurde in der Renaissance bis nach Italien gehandelt. Angeblich hat Albrecht Dürer mit Wallerfanger Blau gemalt.

## Römischer Bergbau

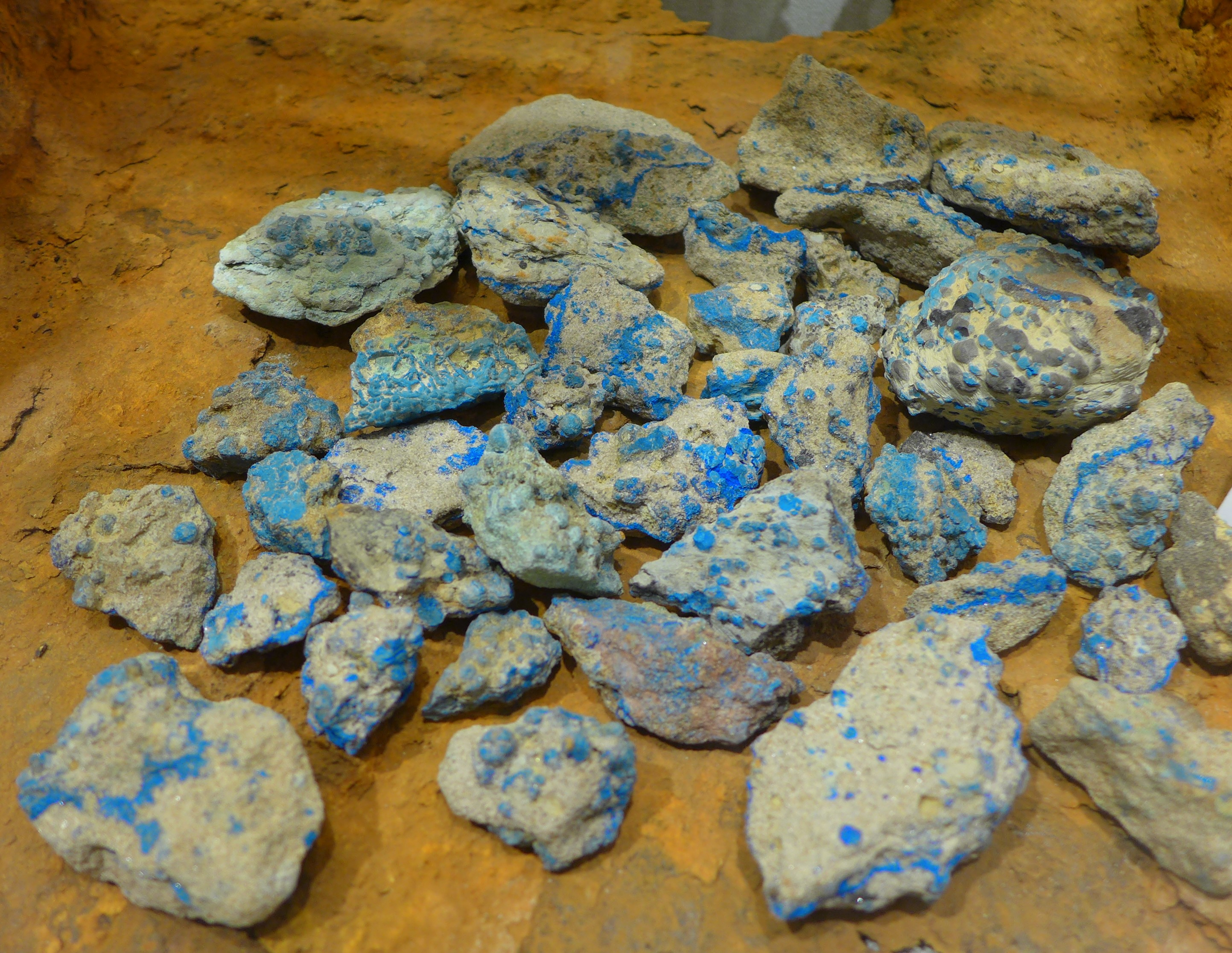
Wallerfanger Azuritgestein (Historisches Museum Wallerfangen)

Im Ortsteil St. Barbara ist römischer Bergbau nachgewiesen, der den Abbau des Farbpigments zum Ziel hatte. Der römische Kupferstollen des Emilianus ist bis heute erhalten und teilweise zugänglich. Das Bergwerk besteht aus dem 1964–1966 von Reinhard Schindler und H. G. Conrad untersuchten oberen Stollen und dem etwa 7 m tiefer gelegenen, 1993–1998 von Gerd Weisgerber untersuchten unteren Stollen. Etwa 130 Meter westlich dieses Bergwerks entdeckte G. Müller 1965 einen weiteren Stollen, der nach dem damaligen Grundstückseigner als „Stollen Bruss“ bezeichnet wird. Seit 2003 wird dieser Stollen vom Deutschen Bergbaumuseum Bochum wissenschaftlich untersucht. Er zeigt Spuren mittelalterlicher und neuzeitlicher Nachnutzung, stammt aber nach Ausweis von Scherbenfunden ebenfalls aus römischer Zeit.
Sechs Meter links vom Mundloch des oberen Emilianusstollens ist folgende Okkupationsinschrift (Inschrift zur Inbesitznahme) eingemeißelt: „INCEPTA OFFICINA EMILIANI NONIS MART[IS]“ (deutsch etwa: Emilianus hat die Werkstätte [das Bergwerk] an den Nonen des März begonnen).
Das Jahr der Inbesitznahme ist nicht verzeichnet. Die Inschrift zur Dokumentation der Besitzansprüche an einem Bergwerk ist die einzige dieser Art nördlich der Alpen. Ferner belegen Funde aus dem 2. bis 3. Jahrhundert n. Chr. die römischen Aktivitäten. Seit 1967 ist der obere Stollen auf eine Länge von 29 Metern der Öffentlichkeit zugänglich. Der untere, 35 m lange Stollen ist bis zur Ortsbrust freigelegt; die Abbauflächen liegen hinter einer größeren Aufschüttung. Der Zugangsweg wird nicht regelmäßig unterhalten und ist wenig auffällig. Es gibt keine festen Öffnungszeiten; sie sind beim Ortsvorsteher zu erfragen.
Das Farbpigment kann noch heute in winzigen Partikeln, die in Sandstein eingeschlossen sind, im Innern des Stollens angetroffen werden. Auch auf einer nahen Abraumhalde lassen sich linsengroße Brocken finden. Die Gewinnung bei den Römern war wahrscheinlich nicht auf die Produktion von Kupfer ausgerichtet, sondern auf die sehr viel profitablere Gewinnung des Rohstoffes für die Anwendung als Wand- und Malfarbe sowie Schminke. In 25 Kilometern Entfernung fanden Archäologen in der römischen Villa Borg die Wand des Villenbades mit Wallerfanger Blau bemalt.

## Bergbau im Mittelalter
Auch in mittelalterlicher und neuzeitlicher Periode wurde in Wallerfangen der Farbstoff abgebaut. Bereits im hohen Mittelalter wurde der „Stollen Bruss“ wieder befahren. Die Untersuchung von Bauhölzern aus dieser Periode ergab eine C14-Datierung zwischen 982 und 1166 n. Chr.
Die Gewinnung des Mineralgemisches aus dem anstehenden Gestein hat sich im Laufe der Jahrhunderte verändert. Dabei dürfte die Zeit von 1492 bis zur 1. Hälfte des 16. Jahrhunderts als die Blütezeit des Abbaus angesehen werden. 1628 wurde der Stollen schließlich wegen Unrentabilität aufgegeben – eine im pfälzisch-lothringischen Bergbaurevier während des Dreißigjährigen Krieges oft zu beobachtende Entwicklung –, und erst mehr als einhundert Jahre später wurden erneut Grabungen unternommen. Federführend war bei diesen erneuten Versuchen der lothringische Bergwerksbeauftragte Jean Jacques Saur (Johann Jacob Sauer) (* um 1687; † am 11. Januar 1757 in Markirch nach langwieriger Krankheit und Wassersucht), der die Konzession zum Abbau des Blauerzes erhalten hatte. Doch schon zwei Jahre später gab Saur den Betrieb auf. Eine letzte Periode des Abbaus dauerte von 1855 bis 1866, sie wurde nach dem Konzessionsträger Paulshoffung benannt.